# Crucisoma bernardi
Crucisoma bernardi is een eenoogkreeftjessoort uit de familie van de Myicolidae. De wetenschappelijke naam van de soort is voor het eerst geldig gepubliceerd in 1981 door Kabata.